# Hamme (Waals-Brabant)
Hamme  (Waals: Ame) is een dorp in de Belgische provincie Waals-Brabant. Het ligt in Hamme-Mille, een deelgemeente van Bevekom. Hamme ligt in het westen van de deelgemeente.

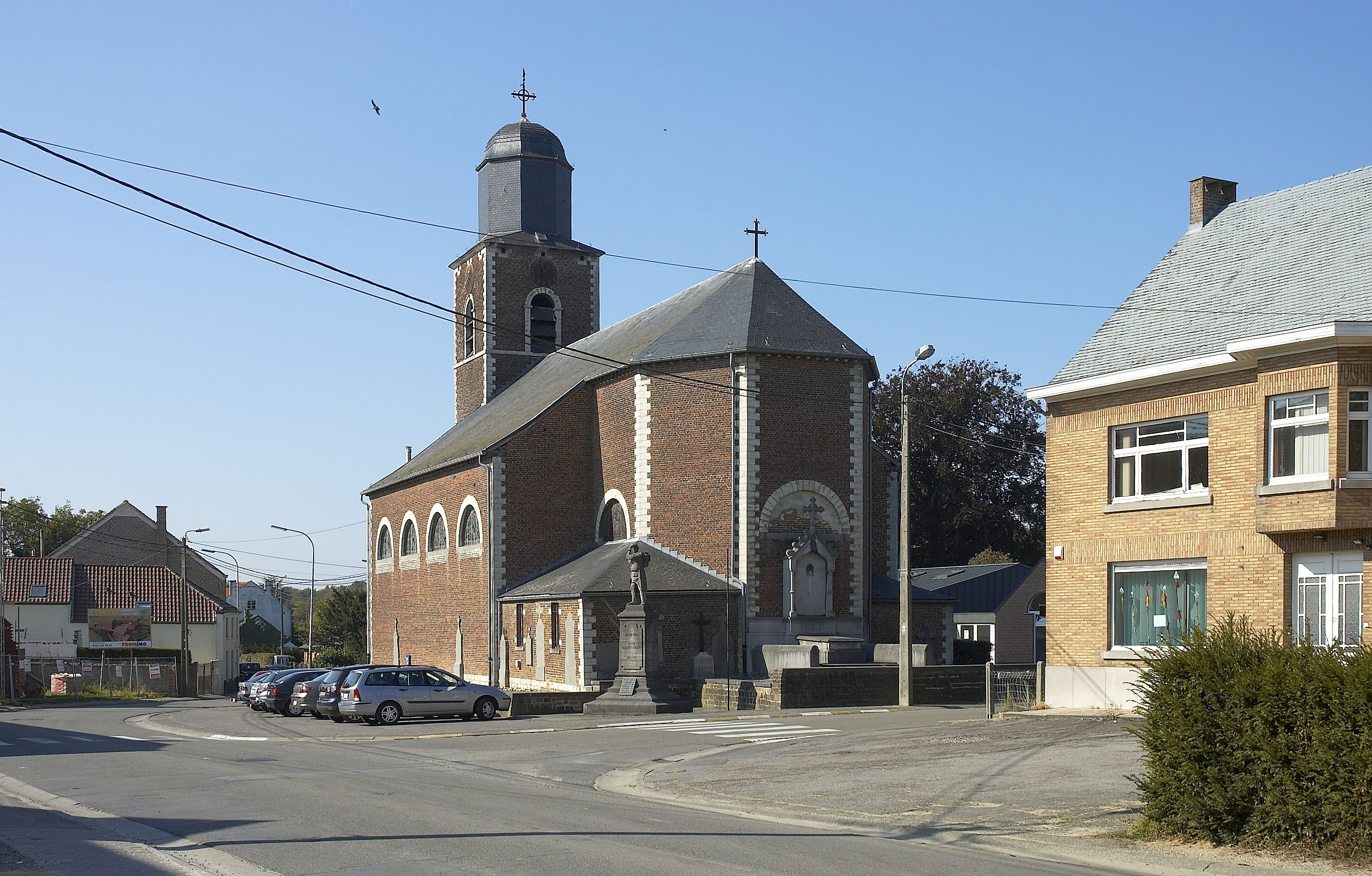
Dorpscentrum

## Geschiedenis
Op de Ferrariskaart uit de jaren 1770 is het dorp aangeduid als Hamme, doorsneden door de steenweg Leuven-Namen, met ten noorden het uitgestrekte Meerdaalbos, weergegeven als Forêt de Meerdael et de Molendael.
Op het eind van het ancien régime werd Hamme een gemeente. In 1811 werd de gemeente al verenigd met het plaatsje Mille, twee kilometer ten noordoosten, tot de gemeente Hamme-Mille.

## Bezienswaardigheden
- De site van de Abdij van Hertogendal (Abbaye de Valduc), tegenwoordig Domaine de Valduc met Château de Valduc.
- De Moulin de Valduc, een bovenslagmolen op de Néthen.
- De Moulin de la Forge, een middenslagmolen op de Néthen.
- De Sint-Amanduskerk (Église Saint-Amand) is een neoclassicistisch bouwwerk van 1830.

## Natuur en landschap
Hamme ligt aan de zuidrand van het Meerdaalwoud dat hier ook een klein Waals deel (Forêt de Meerdael) kent. Het Plateau van Nicaise, als site beschermd in 1984, bevat grafheuvels van de Michelsbergcultuur. De Néthen stroomt langs Hamme westwaarts naar de Dijle. De hoogte aan de kerk is 60 meter.

## Nabijgelegen kernen
Mille, Tourinnes-la-Grosse, Nodebais, Gottechain, Bossut, Néthen
Deelgemeenten: Bevekom · Deurne · Hamme-Mille · Nodebeek · Sluizen 

Overige dorpen en gehuchten: Hamme · La Bruyère · Les Burettes · Mille · Sclimpré

Belgische gemeenten · Arrondissement Nijvel · Waals-Brabant · Wallonië